# Nicolaas Cupérus

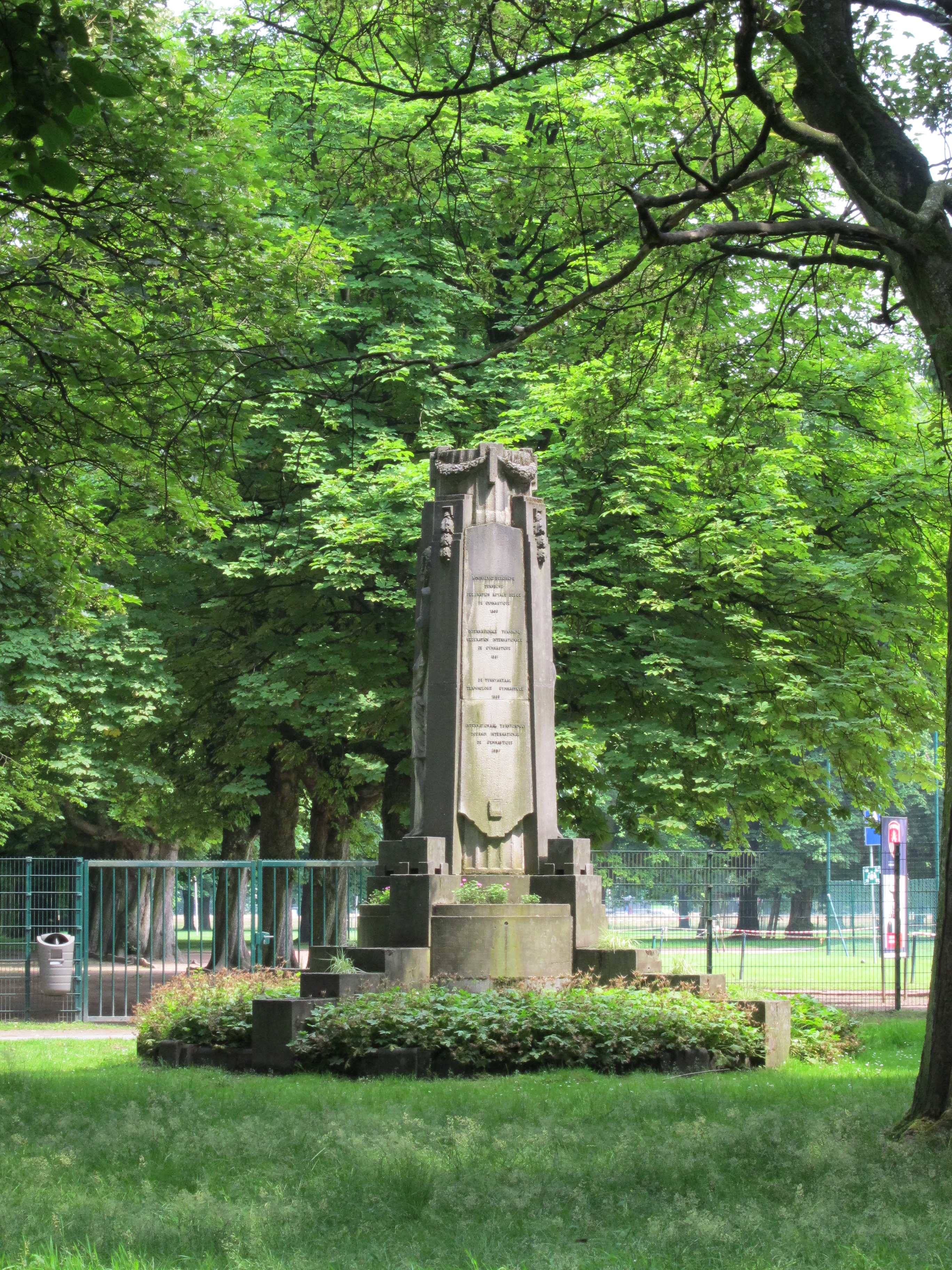
Monument voor Cupérus in het Nachtegalenpark te Antwerpen

Nicolaas Jan Cupérus (Antwerpen, 20 november 1842 - 14 juli 1928) was een Belgisch politicus voor de Liberale Partij en promotor van het turnen.

## Levensloop
Cupérus was van Friese afkomst. Zijn vader baatte een theehandel uit in Antwerpen. Hij werd van 1849 tot 1854 leerling aan de Duitse protestantse school in Antwerpen en van 1854 tot 1860 studeerde hij aan het Antwerpse atheneum. Na zijn studies ging hij werken bij zijn vader.
Hij trouwde in 1877 met Maria Anna Van Mol en het jaar daarop hadden ze een dochter, Henriette Cupérus (1878-1927), van wie er nakomelingen zijn.

### Turnen
Cupérus werd vooral de promotor van de turnbeweging (de 'Zweedse gymnastiek') in België en koppelde deze activiteit aan zijn streven naar Vlaamse ontvoogding. Hij behoorde in 1865 tot de stichters van de Belgische Turnbond, waarvan hij van 1865 tot 1877 de secretaris en van 1878 tot 1923 de voorzitter was. In Antwerpen was hij al in 1860 lid geworden van de enige toen bestaande turnclub, de 'Société royale de gymnastique et d'armes', die al sinds 1830 bestond.
In 1868 stichtte hij in Antwerpen de 'Gymnastische Volkskring'. Hij werd er turnleider en was van 1873 tot 1923 voorzitter. Hij was ook bekommerd om de vaktaal in het turnen. Hij publiceerde terminologieën in het Frans (1885) en in het Nederlands (1883). De Nederlandse terminologie werd in 1886 bekrachtigd door vertegenwoordigers van de Belgische en Nederlandse turnverenigingen die bij hem thuis in 'congres' bijeenkwamen.
Als journalist binnen de turnwereld werkte Cupérus mee aan het tijdschrift Le Gymnaste Belge (1865-1874) en stichtte hij het tijdschrift Volksheil (1873-1896). Tijdens de Frans-Duitse Oorlog trok hij eveneens naar het slagveld om gewonden te verplegen.

### Politiek
Hij werd voor de Liberale Partij verkozen tot gemeenteraadslid van Antwerpen: een functie die hij uitoefende van 1875 tot 1894 en van 1903 tot 1911. Hij bekommerde zich voornamelijk om het stadsonderwijs. Tijdens de Eerste Wereldoorlog was hij tegenstander van het activisme. Hij ondertekende protestbrieven, één tegen de vernederlandsing van de Gentse universiteit door de Duitse bezetter en één tegen het optreden van de Raad van Vlaanderen. Van 1915 tot 1919 was hij waarnemend directeur van het Koninklijk Conservatorium Antwerpen. In december 1917 verzette hij zich tegen de benoeming van twee 'activisten' in het bestuur van het conservatorium. Hij vergaderde voortaan met dit bestuur bij hem thuis, zonder de twee nieuwkomers uit te nodigen.
Van 1919 tot 1921 zetelde hij als senator voor het arrondissement Antwerpen. Tijdens de bespreking van de wet op het taalgebruik in bestuurszaken verwoordde hij in zijn tussenkomsten klare standpunten: voor de vernederlandsing van de Gentse universiteit, en voor gelijkberechtiging van Vlamingen en Walen in de administratie en het Belgisch leger.
Hij was een overtuigd flamingant en liberaal. Zo was hij:
- medestichter en voorzitter van de Van Maerlant's Vrienden,
- lid van De Olijftak,
- lid van het Willemsfonds,
- lid van de Liberale Vlaamsche Bond,
- lid van het Verbond van Vlaamsche Liberale Vereenigingen.

### Vrijmetselaar
Cupérus was lid van de Antwerpse GOB-vrijmetselaarsloge Les Amis du Commerce et la Persévérance Réunis.
In 1876 ging hij over naar Les Elèves de Thémis (eveneens GOB) en was er in 1880 achtbare meester.
In 1888 behoorde hij tot de leden die deze loge verlieten om de eerste Nederlandstalige werkplaats in Antwerpen op te richten, onder de naam Marnix van Sint-Aldegonde.

## Publicaties
- Turnliederen, 1874
- Eene reeks voordrachten over lichamelijke opvoeding, 1904
- Recueil d'articles, conférences, exposés, etc. sur la gymnastique suédoise, 1907